# Zé Galo
Zé Galo (Galdino José Chaves) é um personagem de história em quadrinhos da Disney. Participa do universo do Zé Carioca, sendo o maior antagonista. Foi criado por Ivan Saidenberg e reside na Vila Xurupita, embora seja de classe média-alta.

## Características
Invejoso e querendo roubar a namorada dele, Zé Galo faz de tudo para atrapalhar a vida do Zé Carioca e rivalizar com ele. Para tanto já criou até time de futebol e escola de samba próprios, bem como uma identidade de super-herói, para concorrer com o Morcego Verde e tirar vantagem com a Rosinha. E já caiu nas graças do pai dela, o milionário Rocha Vaz, que o considera um bom partido para sua filha Rosinha. Esta, embora apareça andando em sua companhia, na maioria das vezes despreza seu caráter.
Pela popularidade do Zé Carioca na Vila Xurupita, a maioria de seus amigos também não vão com a cara do Zé Galo. Tem um tio rico e velho amigo de Rocha Vaz, chamado Epaminondas Lopes Chaves, mas que tem raras aparições.
Em sua primeira aparição, ele revela que já foi da marinha.